# USA:s historia från 1989
| USA:s historia från 1989 |
| --- |
| 11 september-attackerna mot World Trade Center och flera andra platser i USA 2001 ledde till kriget mot terrorismen. - Betydelse – USA:s historia från 1989 - Inledning – Ronald Reagan avgår som USA:s president - Viktiga händelser – Warszawapaktens sammanbrott,11 september-attackerna 2001 |

Denna artikel behandlar USA:s historia från president Ronald Reagans avgång i januari 1989 till nutid. Perioden inleddes samma år som Berlinmurens fall och fortsatte med Sovjetunionens sammanbrott. USA:s roll som enda globala supermakt har dock utmanats ekonomiskt av Folkrepubliken Kina, och politiskt av ett under 2000-talet allt starkare Ryssland. Terrorattacker 2001 ledde till USA:s militära inblandning i flera länder i Asien och Afrika. Under perioden har USA fram till 2017 letts av tre republikanska och två demokratiska presidenter.

## Presidenter 1989–nutid
- Republikanen George H.W. Bush var USA:s president 1989–1993. Han vann valet 1988 över Michael Dukakis.
- Demokraten Bill Clinton var USA:s president 1993–2001. Han vann valet 1992 över George H.W. Bush samt valet 1996 över Bob Dole.
- Republikanen George W. Bush var USA:s president 2001–2009. Han vann valet 2000 över Al Gore samt valet 2004 över John Kerry.
- Demokraten Barack Obama var USA:s president 2009–2017. Han vann valet 2008 över John McCain samt valet 2012 över Mitt Romney.
- Republikanen Donald Trump var USA:s president 2017–2021. Han vann valet 2016 över Hillary Clinton.[2] Han återtog presidentposten efter att ha besegrat den tidigare vicepresident Kamala Harris i valet 2024. Han tillträdde 20 januari 2025.
- Demokraten Joe Biden var USA:s president 2021–2025. Han besegrade republikanernas Donald Trump i valet 2020 och tillträdde 20 januari 2021 och frånträde 20 januari 2025.

## Tongivande händelser

### 1989
Under det första året av George H.W. Bushs mandatperiod skedde folkliga uppror mot det kommunism kommunistiska styret i en mängd länder i Central- och Östeuropa. Sovjetunionen, under ledning av Michail Gorbatjov, valde att fortsätta glasnost-politiken och inte ingripa mot upproren, till skillnad mot hur man gjort vid liknande situationer under det kalla kriget (exempel: Ungern 1956, Tjeckoslovakien 1968). Resultatet blev en försvagning av Sovjets roll i världspolitiken och en motsvarande stärkning av USA:s roll som politisk supermakt.

### 1990-talet
1991 anföll USA med allierade Irak för första gången under Kuwaitkriget, Saddam Hussein besegrades men avsattes ej. Under 1991 föll även Sovjetunionen i bitar, och det stod därmed klart att USA var världens enda supermakt.
1990-talet kan anses som en ganska lugn period i USA:s historia. Under president Bill Clinton hade USA en relativt god relation med sina allierade i Europa och någon större fiende fanns inte att bekämpa. Warszawapaktens sammanbrott 1989 och Sovjetunionens upplösning 1991 ledde till att USA ensam kvarstod som polirtisk och militär supermakt. USA valde istället att fortsätta avrusta och använda sina militära resurser till att bevaka sina intressen vid oljetillgångar och att undvika att stora konflikter bröt ut.

### 2000-talet
2000 vann George W. Bush valet över Al Gore, trots att Gore fått fler röster. Dessutom uppdagades en skandal i delstaten Florida där kaos rådde under röstningen och rösträkningen. Än idag är det osäkert vem som egentligen vann Floridas röster och därmed hela valet. Officiellt vann George W. Bush med ett hundratal röster. En diskussion kring valsystemet uppstår men högsta domstolen förbjöd omräkning av rösterna efter politiska påtryckningar.
Den 11 september 2001 skedde ett terrorattentat mot USA och World Trade Center i New York, de så kallade 11 september-attackerna. Båda tornen kollapsade efter att kapade flygplan styrt in i dem. President Bush proklamerade kriget mot terrorismen, och USA började attackera vad de ansåg var terrorister världen över. Afghanistan 2001- och Irak 2003- är länder som USA invaderade i jakten på terrorister. Kritiker hävdar att Irak endast blev attackerat på grund av dess stora oljetillgångar och för att ta upp det krig mot Irak, som Bushs far aldrig klarade av.
Vid presidentvalet 2008 valdes demokraten Barack Obama till president med 69 498 215 röster, vilket var drygt 9,5 miljoner fler än närmaste motståndaren, republikanen John McCain. Obama blev därmed USA:s förste afroamerikanske president. Han omvaldes 2012 till ytterligare en mandatperiod.

### 2010-talet
Presidentvalet 2016 ledde till att republikanska partiets kandidat Donald Trump med liten marginal valdes till ny president, efter en mycket uppmärksammad presidentvalkampanj mot demokraternas Hillary Clinton (första kvinnliga presidentkandidaten och tidigare utrikesminister).

### 2020-talet
Presidentvalet 2020 ledde till att Donald Trump förlorade mot demokraten Joe Biden. Trots att rösträkningen pekade till Joe Bidens fördel vägrade Donald Trump erkänna sig besegrad. Detta ledde till Stormningen av Kapitolium i januari 2021. Två veckor senare tillträdde Joe Biden som USA:s president.